# Pliosaurus
Pliosaurus byl rod velkých dravých mořských plazů ze skupiny Plesiosauria, žijících v období svrchní Jury. Druh Pliosaurus brachyspondylus byl objeven a popsán paleontologem Richardem Owenem již v roce 1839. Většina druhů byla objevena v Anglii, některé v Povolží v Rusku, obří druh Pliosaurus funkei na Špicberkách a druh Pliosaurus patagonicus v Argentině.

## Základní údaje

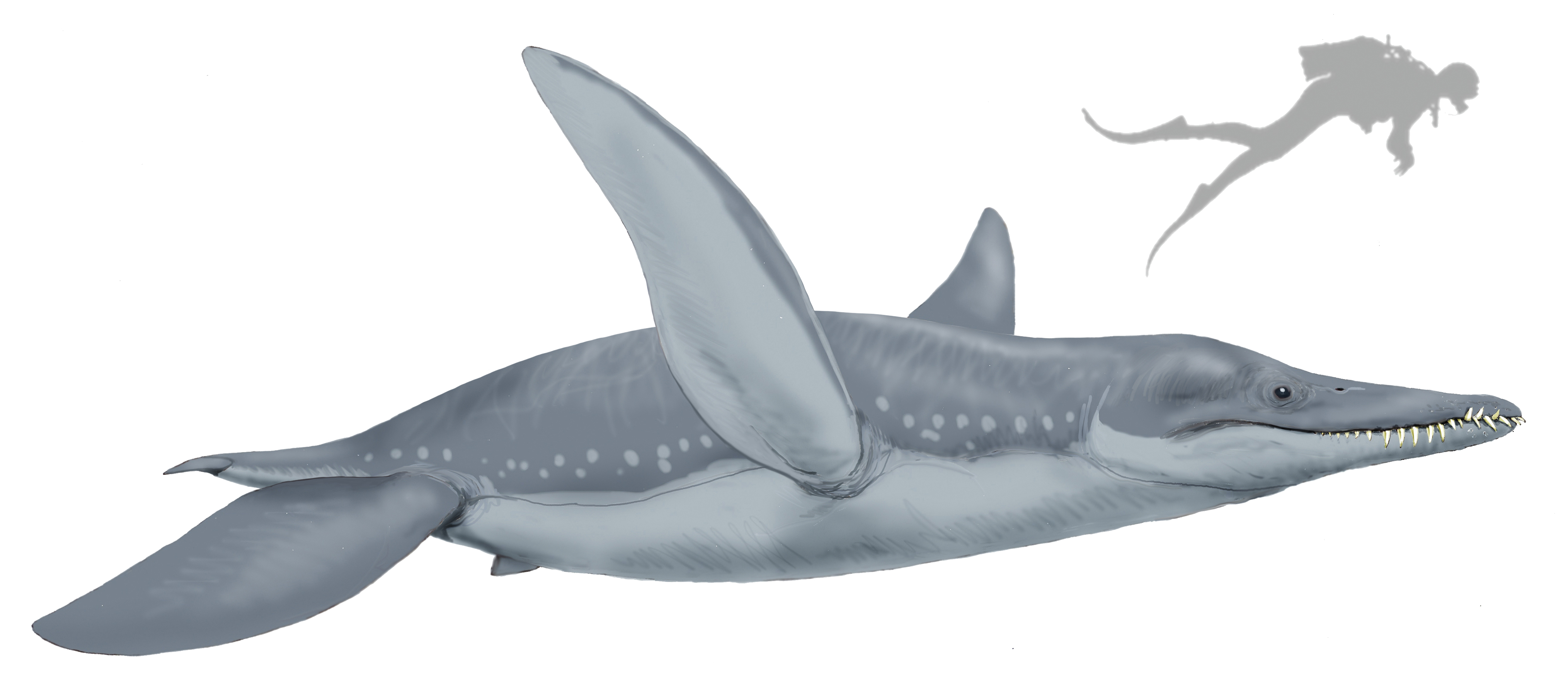
Pliosaurus funkei - jeden z největších mořských predátorů všech dob.

Velikost největšího druhu P. funkei, jehož fosilie byly objeveny v letech 2007 a 2008 na Špicberkách, byla původně odhadnuta až na 15 metrů délky, po důkladném prozkoumání fosilií však byla stanovena spíše na 10 až 13 metrů. Zuby všech druhů byly ostré, velké a v průřezu trojúhelníkovité. Na rozdíl od svých příbuzných plesiosaurů měli krátký krk a mohutné čelisti. Živil se rybami a hlavonožci, větší druhy i jinými mořskými plazy. Zřejmě byl schopen vyvinout poměrně velkou rychlost.
Zástupci tohoto rodu patřili k největším mořským predátorům všech dob - jejich délka dosahovala až kolem 14,4 metru a hmotnost mohla přesahovat 15 tun.